# Itxkèria
Itxkèria és el nom en turc de la regió central de Txetxènia, una zona muntanyosa on l'èpica local hi situa els «orígens» o la «puresa» dels clans txetxens (teips), i d'on provenen els líders independentistes de les recents guerres txetxens, com Xamil Bassàiev o Aslan Maskhàdov. És per aquest motiu que quan el 1991 els rebels txetxens van declarar la independència van triar el nom de República Txetxena d'Itxkèria per a referir-se al conjunt de Txetxènia.